# 高田紘一
高田 紘一（たかだ こういち、1939年9月16日 -  2015年3月2日）は、日本の銀行家。滋賀銀行頭取を務めた。

## 来歴・人物
滋賀県出身。1962年に京都大学経済学部経済学科を卒業し、同年9月に日本銀行に入行した。1993年9月に監事を経て、1994年11月に滋賀銀行常勤顧問に就任し、1995年6月に副頭取を経て、1997年6月には頭取に昇格。2008年6月に会長に就任し。
2015年3月2日咽頭がんのために死去。75歳没。